# Fryderyk Franciszek III
Fryderyk Franciszek III (ur. 19 marca 1851 w Ludwigslust, zm. 10 kwietnia 1897 w Cannes) – wielki książę Meklemburgii i Schwerinu; panował od 15 kwietnia 1883 do 10 kwietnia 1897. Był synem wielkiego księcia Fryderyka Franciszka II i jego pierwszej żony Augusty Reuss-Schleiz-Köstritz.

## Życie
Fryderyk Franciszek III po odebraniu go od prywatnych nauczycieli uczęszczał do gimnazjum w Dreźnie. Jednak z powodu nasilających się ataków astmy musiał wkrótce przerwać naukę, by podjąć leczenie. W marcu 1870 roku ostatecznie zakończył naukę. W latach 1874–1875 podróżował po Bliskim Wschodzie, udał się do Kairu, na Górę Synaj oraz do Ziemi Świętej. Był też w Konstantynopolu. Podróże miały mieć w przyszłości nierozerwalny związek z życiem i panowaniem Fryderyka Franciszka III. Nawroty choroby uniemożliwiały mu dłuższy pobyt w Meklemburgii. 
Zdaniem Bernda Kastena, Fryderyk Franciszek III doskonale zdawał sobie sprawę ze swego położenia oraz z faktu, że dłuższe nieobecności w księstwie nie przysparzają mu popularności. Książę z powodu swej choroby większość czasu po objęciu tronu spędzał w Baden-Baden oraz Palermo i Cannes, na wybrzeżu Morza Śródziemnego. 

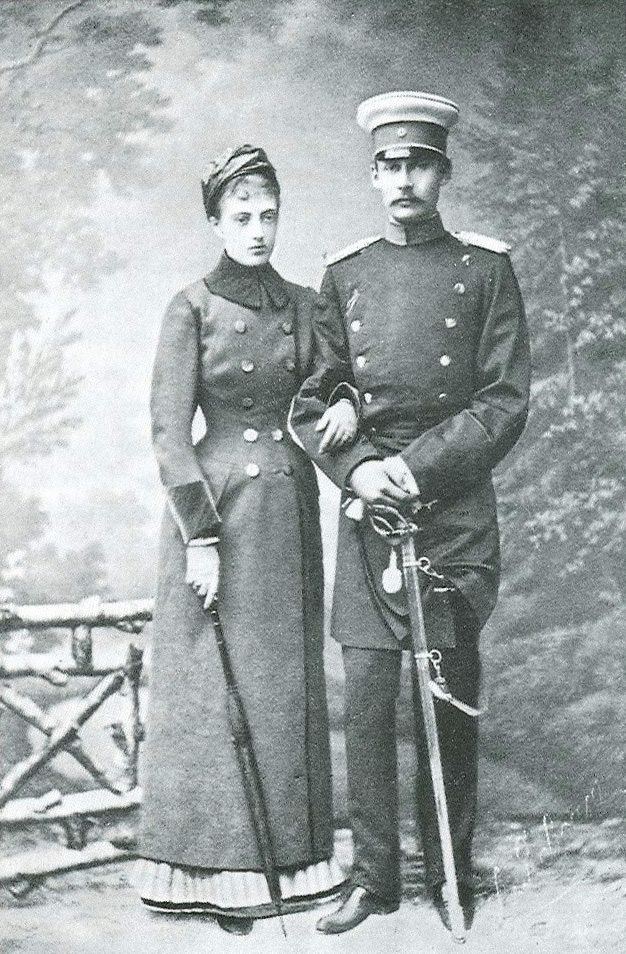
Wielki Książę Fryderyk Franciszek III z małżonką

Fryderyk Franciszek III nie odegrał w czasie swojego panowania szczególnej roli politycznej. Musiał za to gasić rozliczne zarzewia konfliktów i skandali w rodzinie. Szczególne kłopoty sprawiali wielkiemu księciu, stryj książę Paweł Fryderyk oraz kuzyn książę Henryk Borwin. Obaj notorycznie popadali w kłopoty finansowe czym nieśli za sobą złą sławę. Książę Paweł Fryderyk otrzymał nawet kuratora, który czuwał nad tym, by książę wraz z małżonką nie zaciągali nowych długów. Innym problemem, z którym musiał zmierzyć się Fryderyk Franciszek III był fakt przejścia księcia Pawła Fryderyka i jego żony na katolicyzm. Konwersję księcia Pawła Fryderyka przyjęto na dworze meklemburskim z dużym niezadowoleniem.

## Małżeństwo i rodzina
Ożenił się z wielką księżną Rosji Anastazją Michajłowną, córką Michała Mikołajewicza i Olgi Fiodorowny. Uroczystość odbyła się 24 stycznia 1879 w Sankt Petersburgu. Fakt homoseksualizmu księcia był powszechnie znany. Ze związku pochodziło troje dzieci:
- Aleksandra (1879–1952), żona króla Danii Chrystiana X,
- Fryderyk Franciszek IV (1882–1945), wielki książę Mecklenburgii-Schwerinu,
- Cecylia (1886–1954), żona następcy tronu Niemiec Wilhelma.

## Śmierć
Informacje o śmierci Fryderyka Franciszka są nie do końca spójne – pierwotnie sugerowano śmierć samobójczą, poprzez rzucenie się z mostu. Baron Reibnitz uważał, że samobójstwo wielkiego księcia byłoby niemożliwe, że najpewniej Fryderyk Franciszek III stał się ofiarą skrytego mordu. Jednakże oficjalne źródła podają, że przebywając w ogrodzie, książę zaczął mieć problemy z oddychaniem, po czym zasłabł i przewrócił się na niski murek.

## Odznaczenia
Lista pełna:
- Wielki Mistrz Orderu Korony Wendyjskiej (Meklemburgia-Schwerin)
- Wielki Mistrz Orderu Gryfa (Meklemburgia-Schwerin)
- Krzyż Zasługi Wojskowej (Meklemburgia-Schwerin)
- Krzyż Zasługi Wojennej (Meklemburgia-Strelitz)
- Order Orła Czarnego z łańcuchem (Prusy)
- Order Orła Czerwonego (Prusy)
- Order Hohenzollernów (Prusy)
- Order Świętego Jana (Prusy)
- Krzyż Żelazny (Prusy)
- Odznaka Pamiątkowa za Wojnę 1870/71 (Prusy)
- Medal Gedächtniss (Prusy)
- Order Świętego Andrzeja (Rosja)
- Order Świętego Aleksandra Newskiego (Rosja)
- Order Orła Białego (Rosja)
- Order Świętej Anny I kl. (Rosja)
- Order Świętego Jerzego IV kl. (Rosja)
- Order Korony Rucianej (Saksonia)
- Order Wierności (Badenia)
- Order Ludwika (Hesja)
- Order Sokoła Białego (Saksonia-Weimar)
- Order Zasługi z łańcuchem (Oldenburg)
- Order Ernestyński z łańcuchem i mieczami (Saksonia)
- Order Świętego Stefana (Austro-Węgry)
- Order Słonia (Dania)
- Order Annuncjaty (Włochy)
- Order śś. Maurycego i Łazarza (Włochy)
- Order Królewski Serafinów (Szwecja)
- Order Zbawiciela (Grecja)
- Order Wieży i Miecza z łańcuchem (Portugalia)
- Order Orła Białego (Serbia)
- Order Daniły I (Czarnogóra)
- Order Korony (Wirtembergia)
- Order Świętego Aleksandra (Bułgaria)
- Order Sławy z brylantami (Tunezja)
- Order Osmana z brylantami (Turcja)
- Order Imtiyaz z brylantami (Turcja)
- Złoty i Srebrny Medal Imtiyaz (Turcja)
- Order Chryzantemy (Japonia)
- Order Słonia Białego (Syjam)
- Krzyż Honorowy Reusski (Reuss)
- Medal Zasługi Wojskowej (Schaumburg-Lippe)

## Galeria

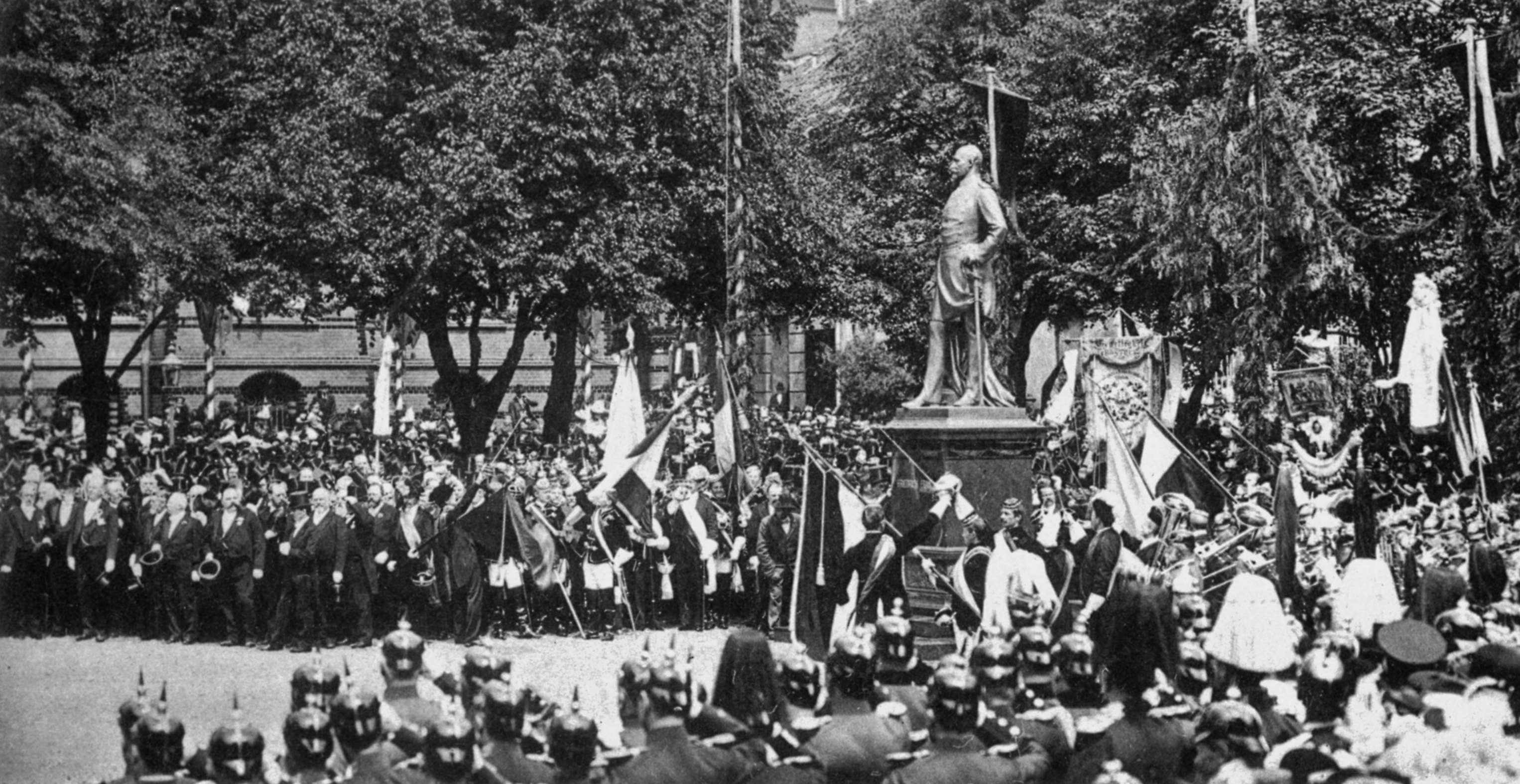
Odsłonięcie pomnika w Rostocku
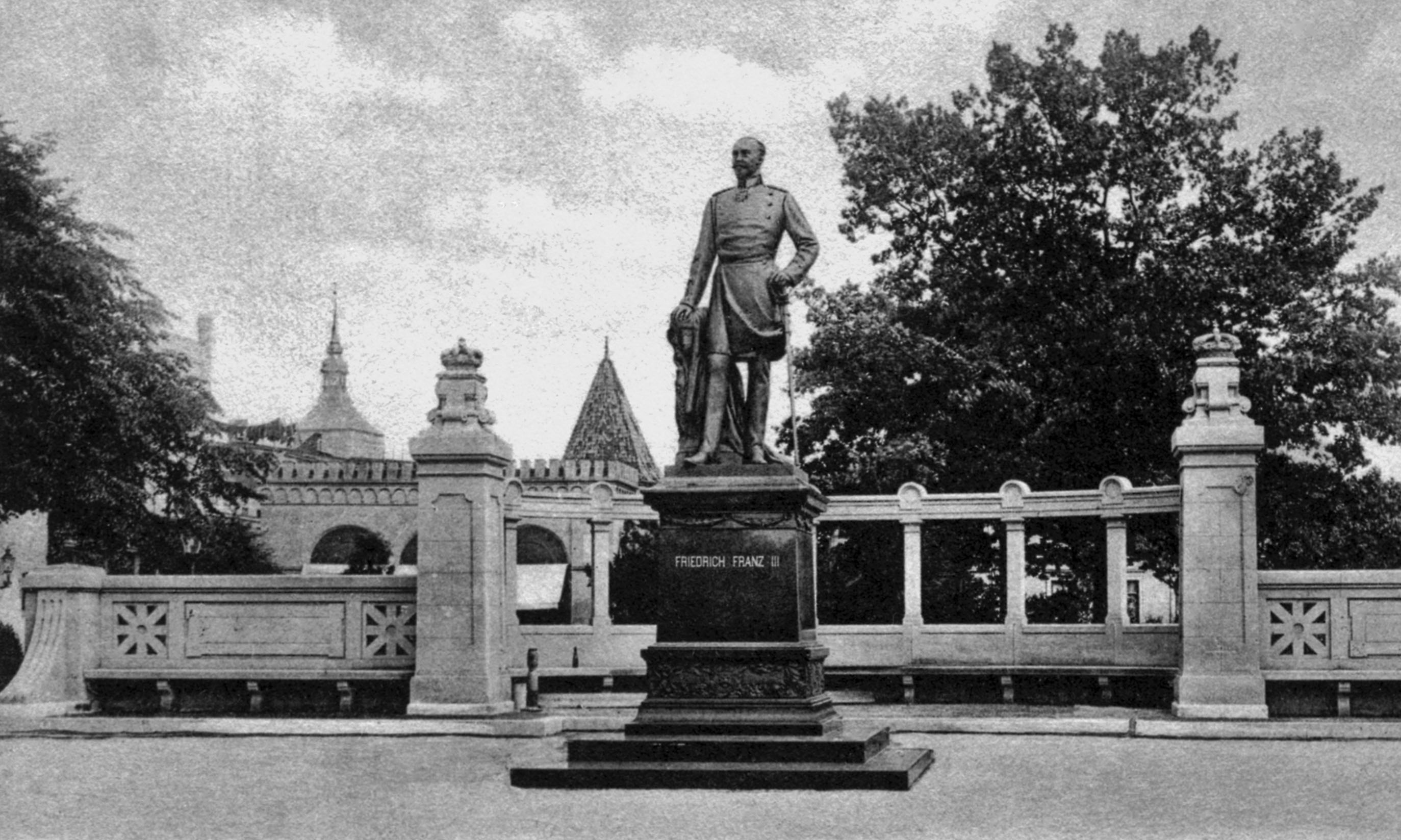
Rostock
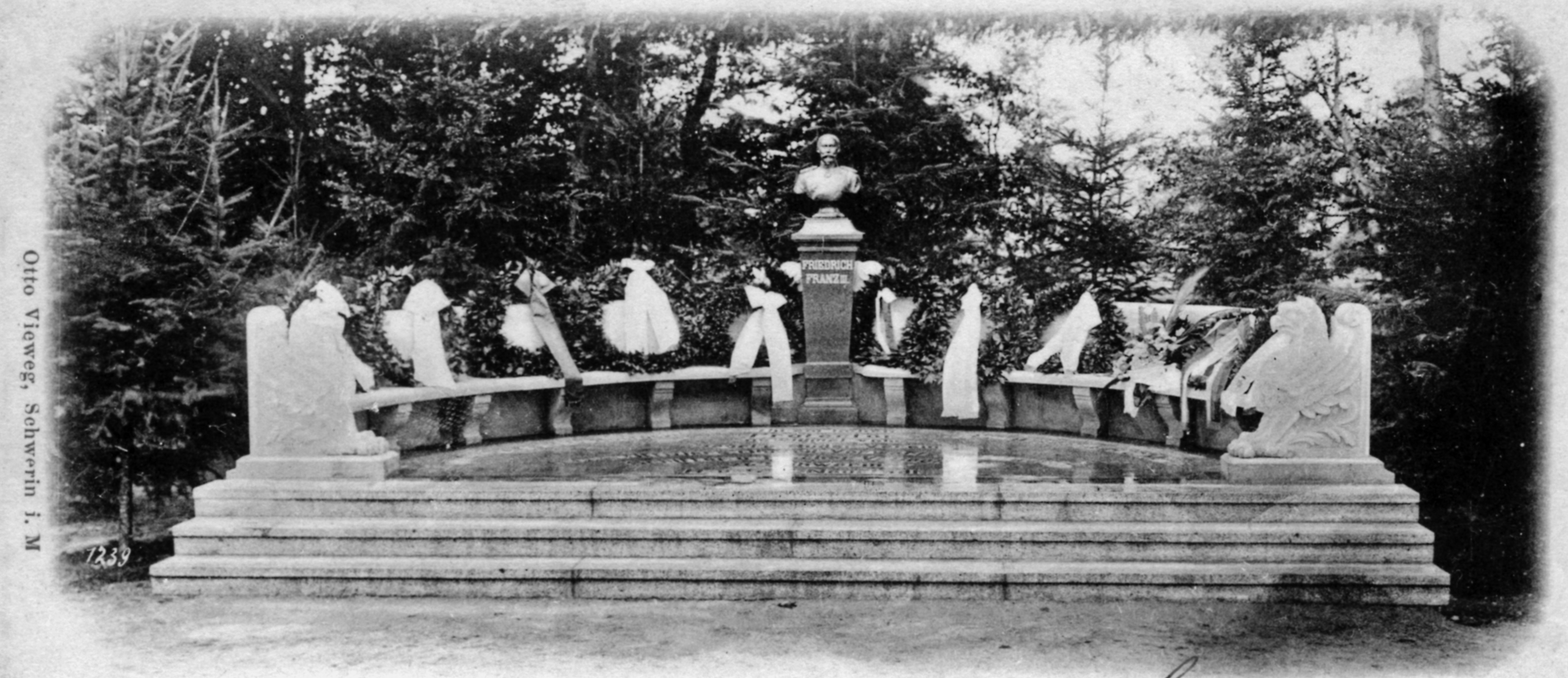
Schwerin
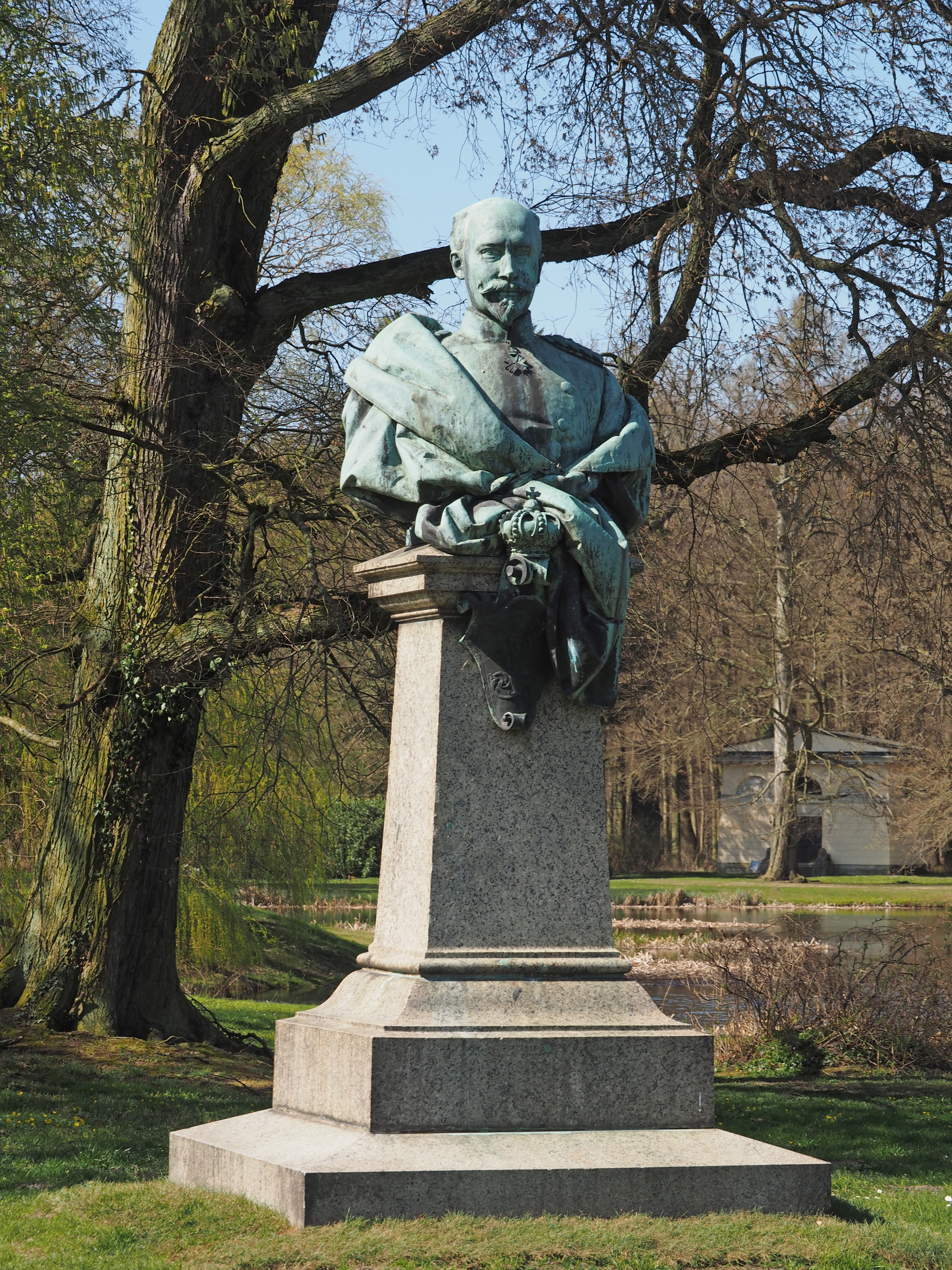
Ludwigslust
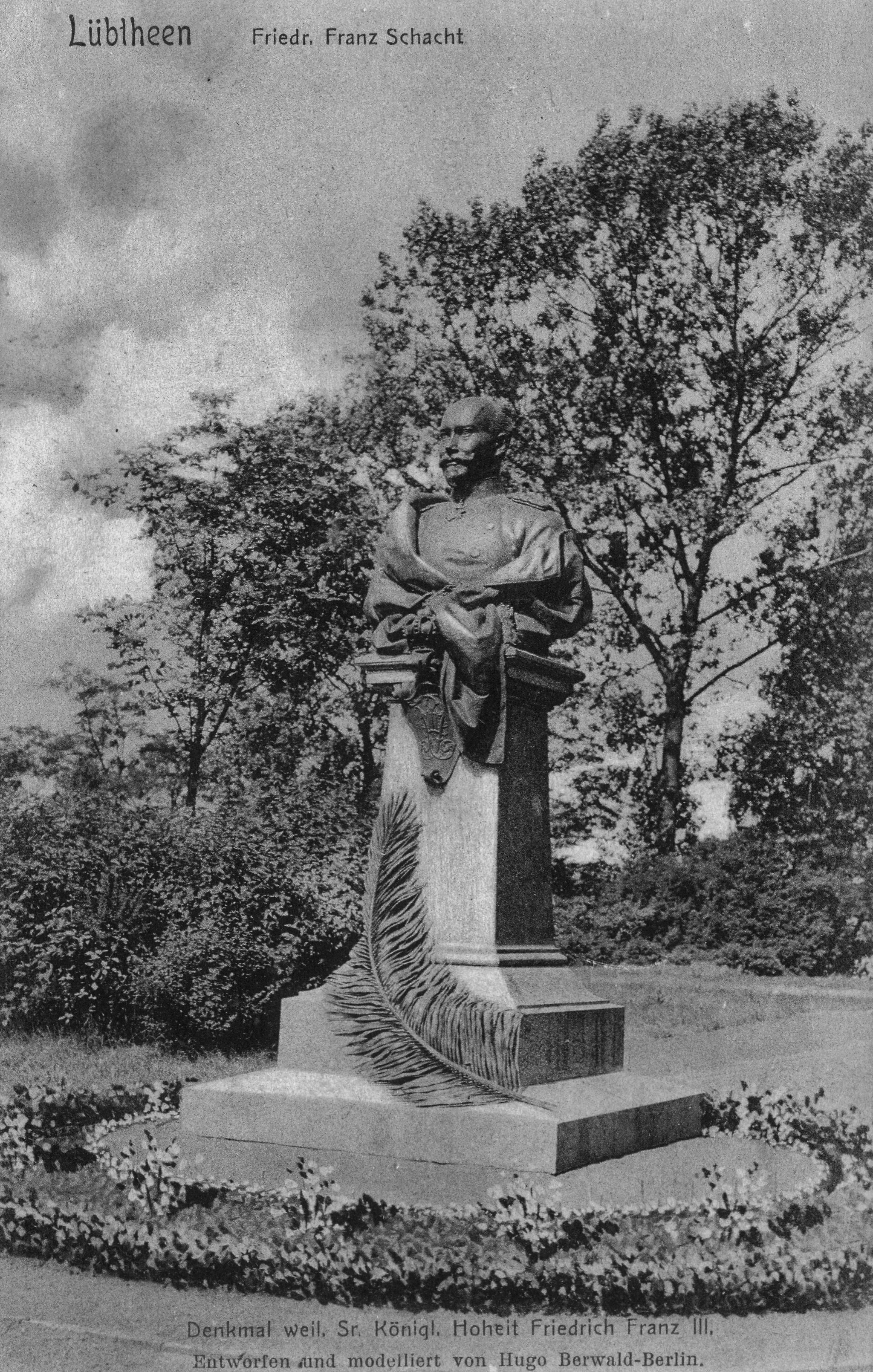
Lübtheen